# Always Crashing in the Same Car
Always Crashing in the Same Car is een nummer van de Britse muzikant David Bowie, uitgebracht als de vijfde track op zijn album Low uit 1977.

## Achtergrond
De tekst van het nummer gaat over de frustratie van het steeds maken van dezelfde fout. De verteller van het nummer vertelt dat hij op hoge snelheid in cirkels rijdt in de parkeergarage van een hotel, constant kijkt of er gevaar is, maar steeds blijft crashen, terwijl een vrouw genaamd Jasmine toekijkt. Het nummer refereert aan een gebeurtenis uit Bowie's leven dat zich afspeelde tijdens het hoogtepunt van zijn cocaïneverslaving. In zijn Mercedes zag Bowie een drugsdealer op straat waarvan hij dacht dat die hem had opgelicht. Uit wraak ramde Bowie herhaaldelijk zijn auto tegen die van de dealer, waarop hij terugkeerde naar zijn hotel en uiteindelijk in cirkels bleef rijden in de parkeergarage van het hotel.
Het nummer bevat twee coupletten, maar er was oorspronkelijk een derde gepland. In de studio zong Bowie dit couplet in de stijl van Bob Dylan. Vanwege een motorongeluk dat Dylan jaren eerder had gehad en het onderwerp van het nummer werd besloten dit couplet te verwijderen.
Bowie en zijn gitarist Reeves Gabrels voerden een akoestische versie van het nummer op voor het radiostation WRXT op 16 oktober 1997. Een andere liveversie van het nummer verscheen op het album Bowie at the Beeb uit 2000, met een verlengde opening waarin de akoestische gitaar te horen is.

## Muzikanten
- David Bowie: zang, synthesizer
- Ricky Gardiner: leadgitaar
- Carlos Alomar: slaggitaar
- Brian Eno: synthesizer, gitaarbehandelingen
- George Murray: basgitaar
- Roy Bittan: piano, orgel
- Dennis Davis: drums